# Erasmus Universiteit Rotterdam
De Erasmus Universiteit Rotterdam is een universiteit in Rotterdam. De universiteit is vernoemd naar de Rotterdamse humanist Desiderius Erasmus.
De campussen zijn gelegen op twee locaties Hoboken en Woudestein. Verder is er een University College gevestigd in de voormalige gemeentebibliotheek en is er een vestiging in Den Haag (ISS International Institute of Social Studies).
De universiteit telde in 2021 37.051 studenten, van wie er 9.088 uit het buitenland afkomstig waren.

## Geschiedenis

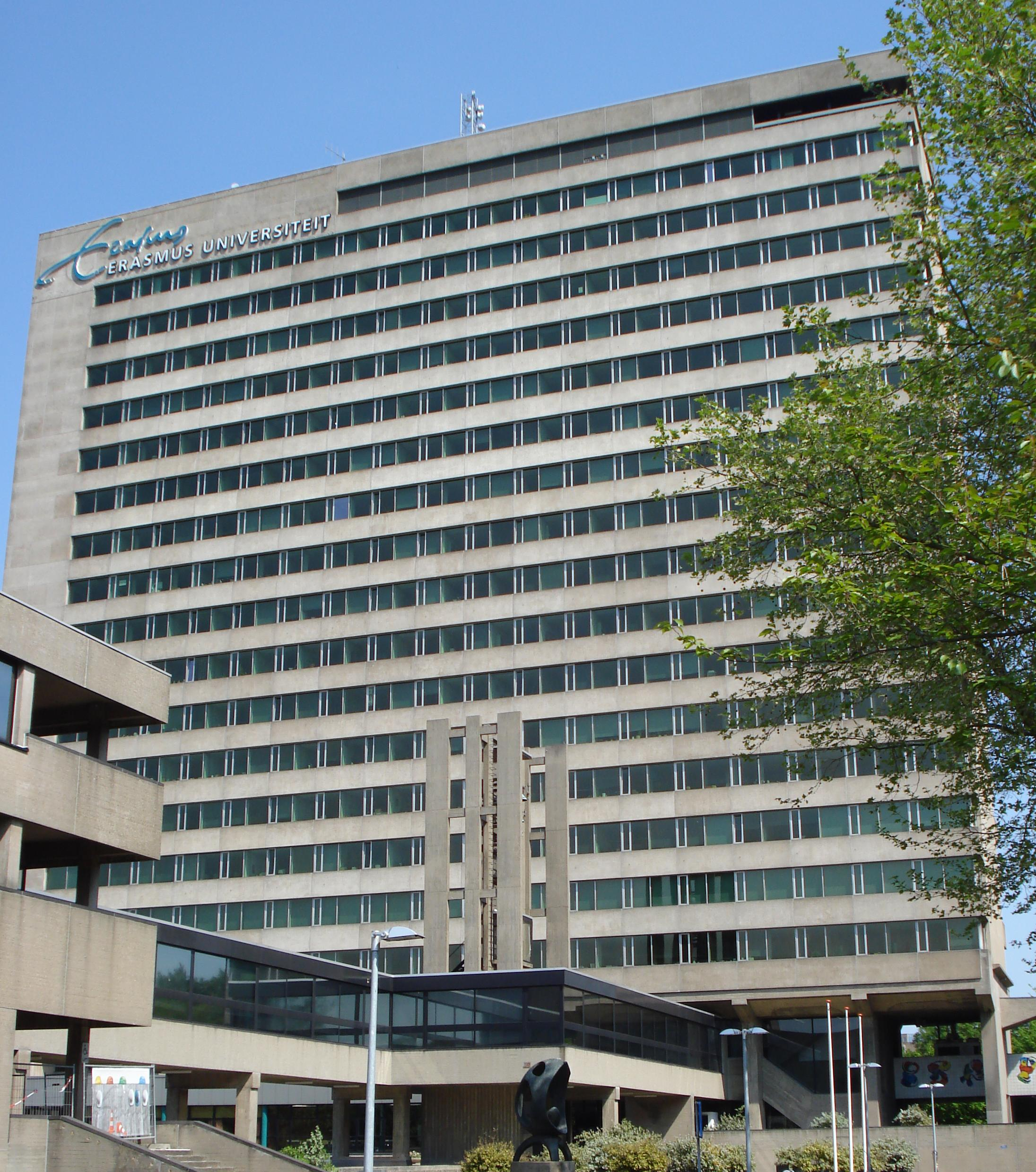
Faculteitsgebouw Woudestein

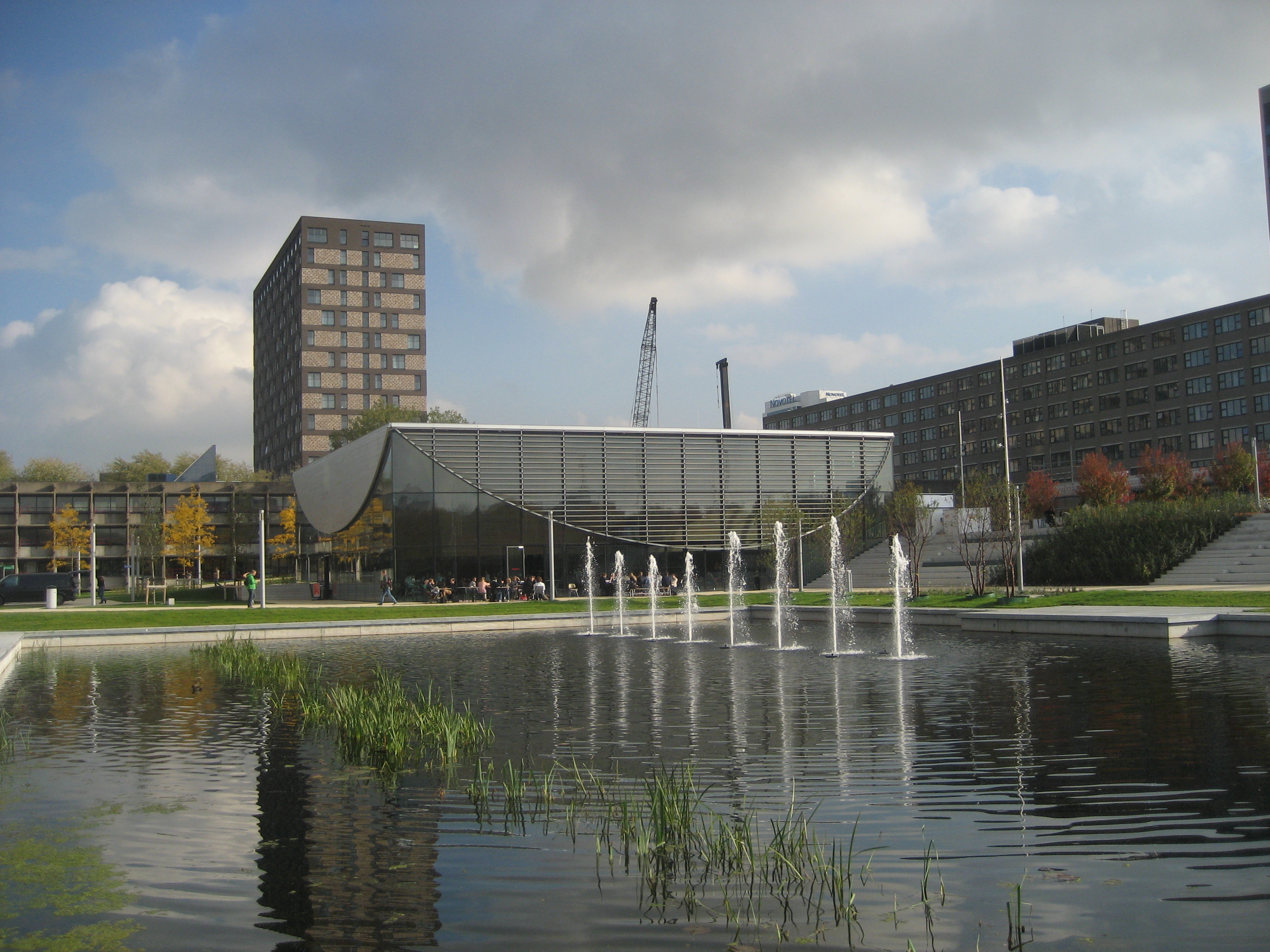
Erasmus-paviljoen

De Erasmus Universiteit Rotterdam in haar huidige vorm bestaat sinds 1973. De geschiedenis grijpt terug tot 1913, het jaar waarin het particulier initiatief tot oprichting van de Nederlandsche Handels-Hoogeschool op brede steun mocht rekenen van het Rotterdamse bedrijfsleven. De wettelijke erkenning van het hoger handels- en economieonderwijs als wetenschappelijke discipline leidde in 1939 tot naamsverandering. De NHH maakte plaats voor de NEH oftewel de Nederlandsche Economische Hoogeschool.
De toenemende complexiteit van de samenleving leidde in de jaren zestig van de twintigste eeuw tot de komst van de faculteiten Rechtsgeleerdheid en Sociale wetenschappen, in latere decennia gevolgd door Wijsbegeerte, Historische en Kunstwetenschappen en Bedrijfskunde. De groei van het aantal studenten maakte nieuwe huisvesting noodzakelijk. De NEH verhuisde in 1968 van de Pieter de Hoochweg in Rotterdam-West naar Kralingen, naar campus Woudestein (ontworpen door de architecten Kees Elffers, A. van der Heijden en C. Hoogeveen.) 
Vanaf 1950 spande de Stichting Klinisch Hoger Onderwijs zich in voor een volledig medisch-wetenschappelijke opleiding in Rotterdam. In 1966 werd van rijkswege de Medische Faculteit Rotterdam ingesteld. De huisvesting hiervoor verrees op het Hoboken terrein naast het Dijkzigtziekenhuis. In 1973 gingen de Medische Faculteit Rotterdam en de Nederlandse Economische Hogeschool samen verder als Erasmus Universiteit Rotterdam – de eerste universiteit in Nederland die is vernoemd naar een persoon.
Het Academisch Ziekenhuis Rotterdam (v/h Dijkzigtziekenhuis), Sophia Kinderziekenhuis en de Daniel den Hoedkliniek fuseerden in 2003 samen met de Faculteit der Geneeskunde en Gezondheidswetenschappen van de universiteit en kregen de overkoepelende naam Erasmus MC.

### Namen
- 1913-1939 Nederlandsche Handels-Hoogeschool
- 1939-1973 Nederlandsche Economische Hoogeschool
- 1950-1966 Stichting Klinisch Hoger Onderwijs
- 1966-1973 Medische Faculteit Rotterdam
- 1973- Erasmus Universiteit Rotterdam

## Kunstwerken

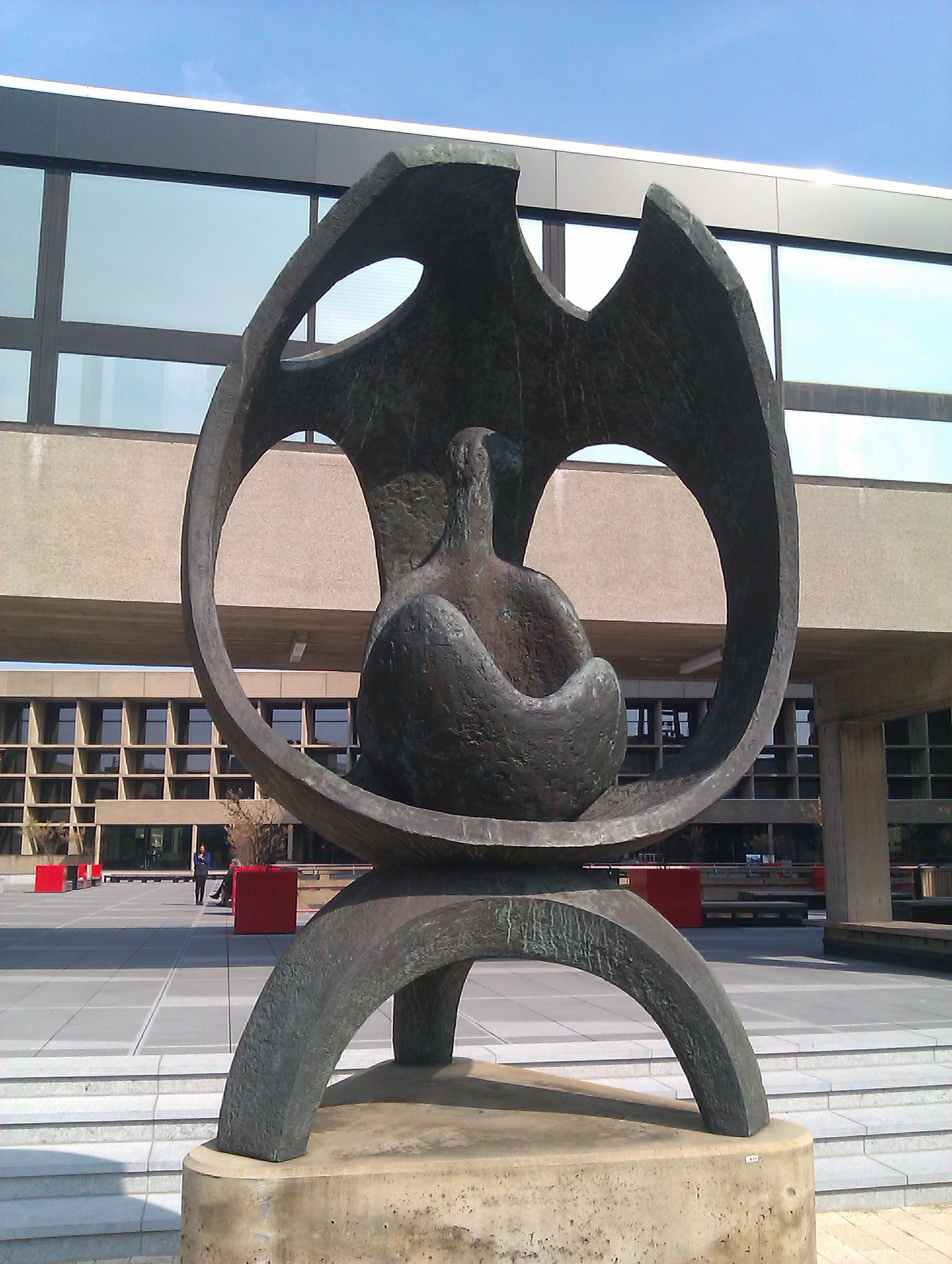
Zonder titel beeld door Ger van Iersel (1983)
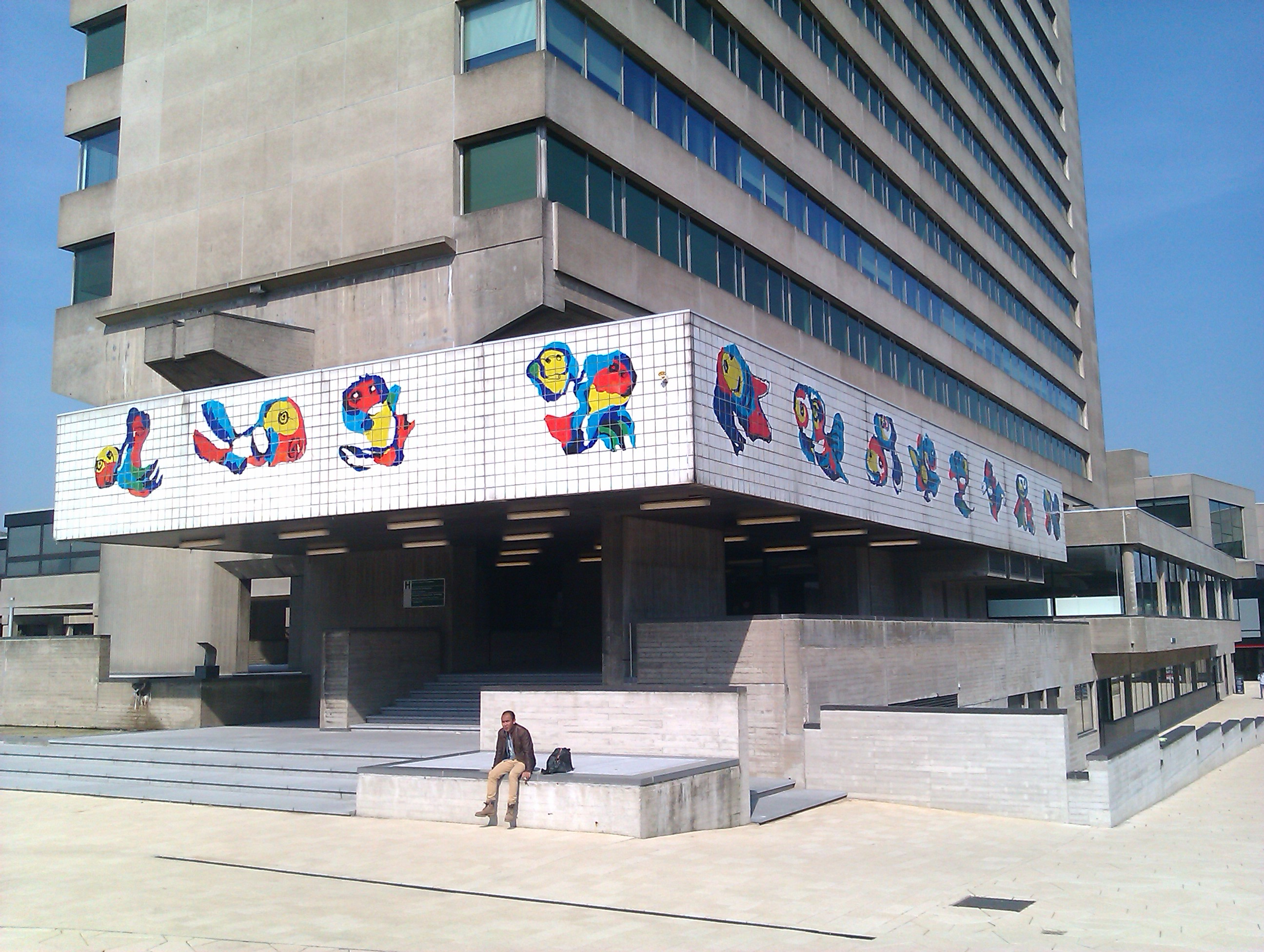
Tegelversiering door Karel Appel (1969)
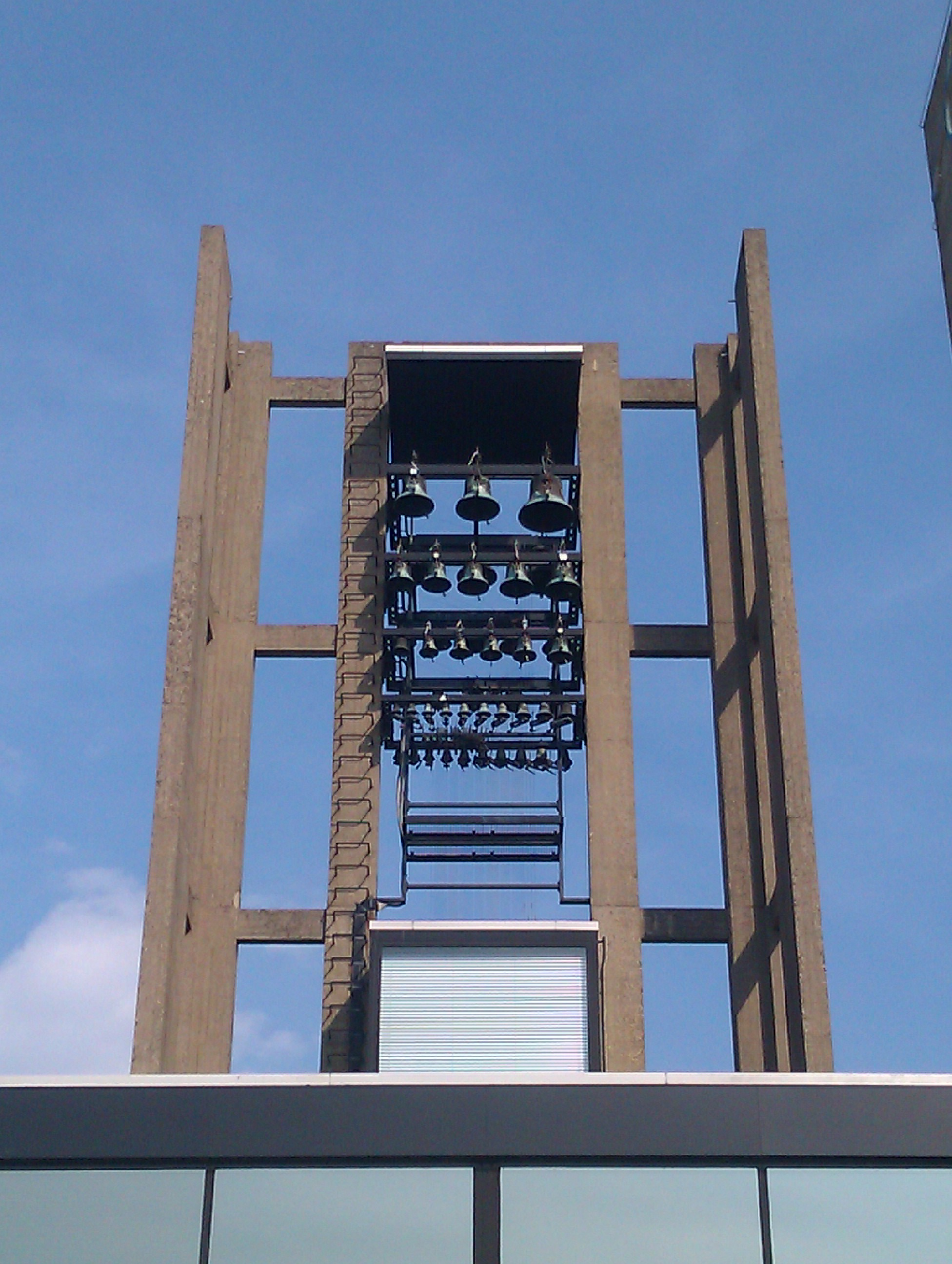
Carillon op de Campus Woudestein
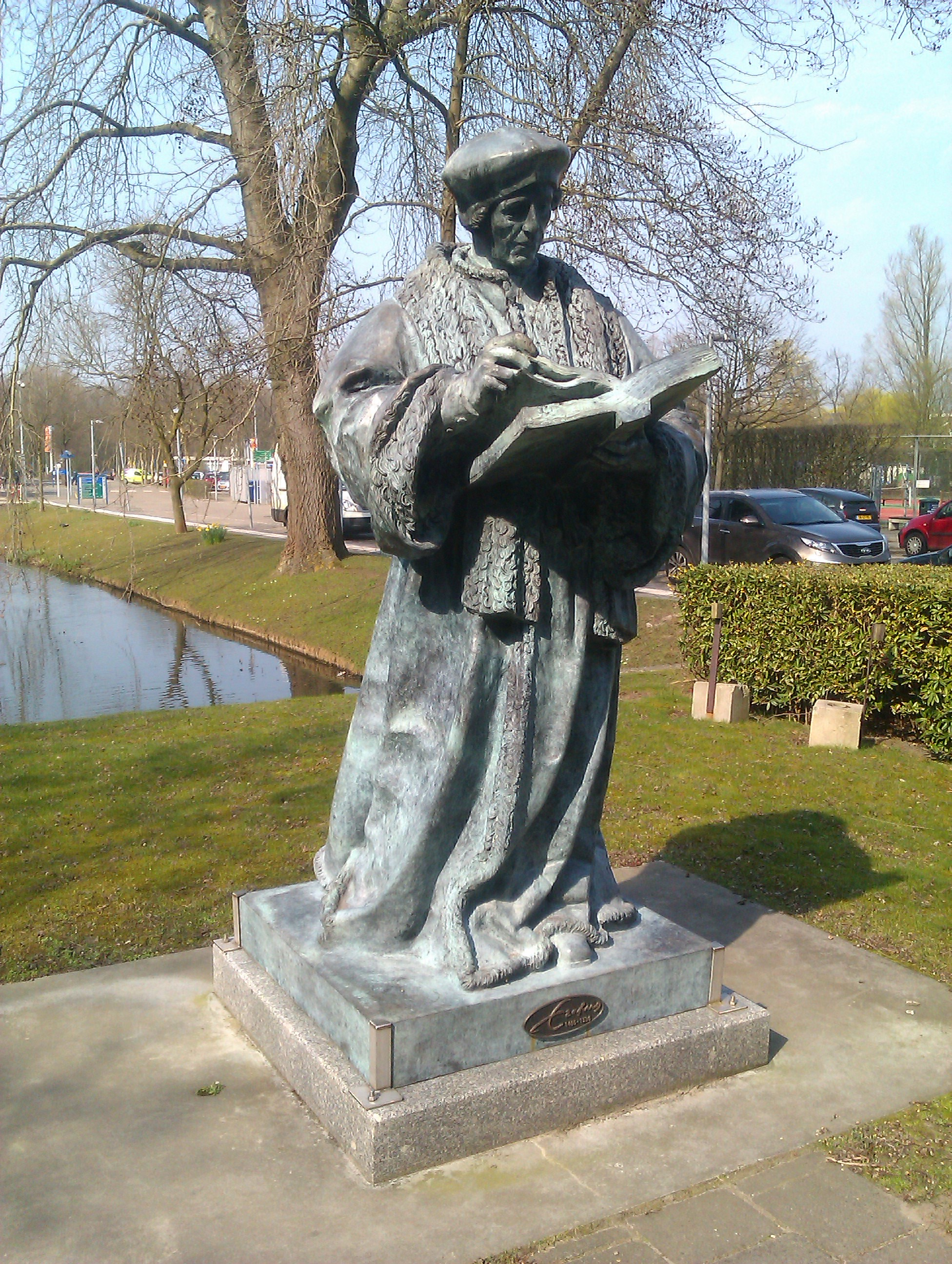
Bronzen standbeeld van Erasmus (2008)
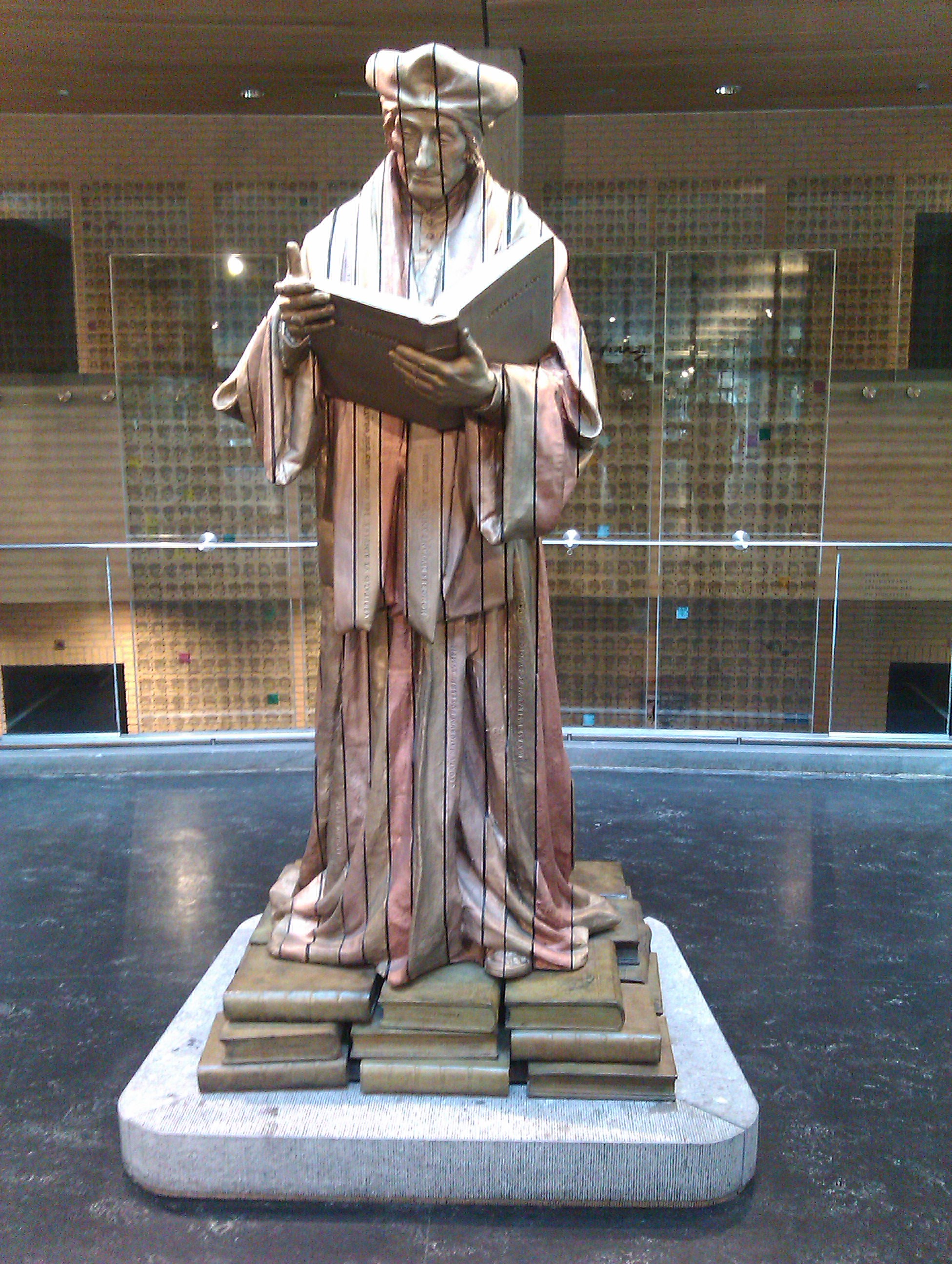
Desiderius Multiplex in het Senaatsgebouw.

## Faculteiten en instituten

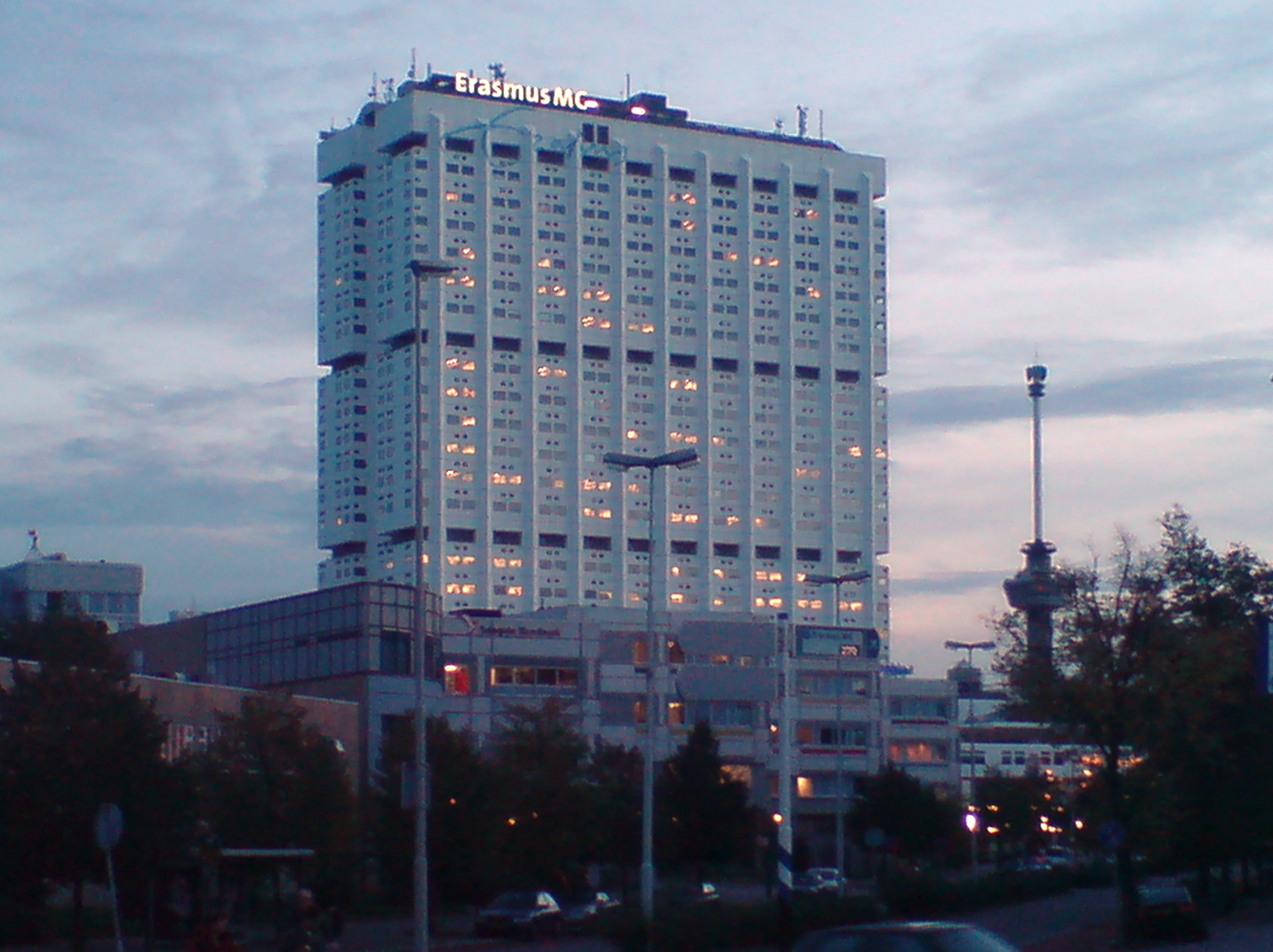
Het Erasmus Medisch Centrum op de locatie Hoboken, gezien vanuit het Museumpark

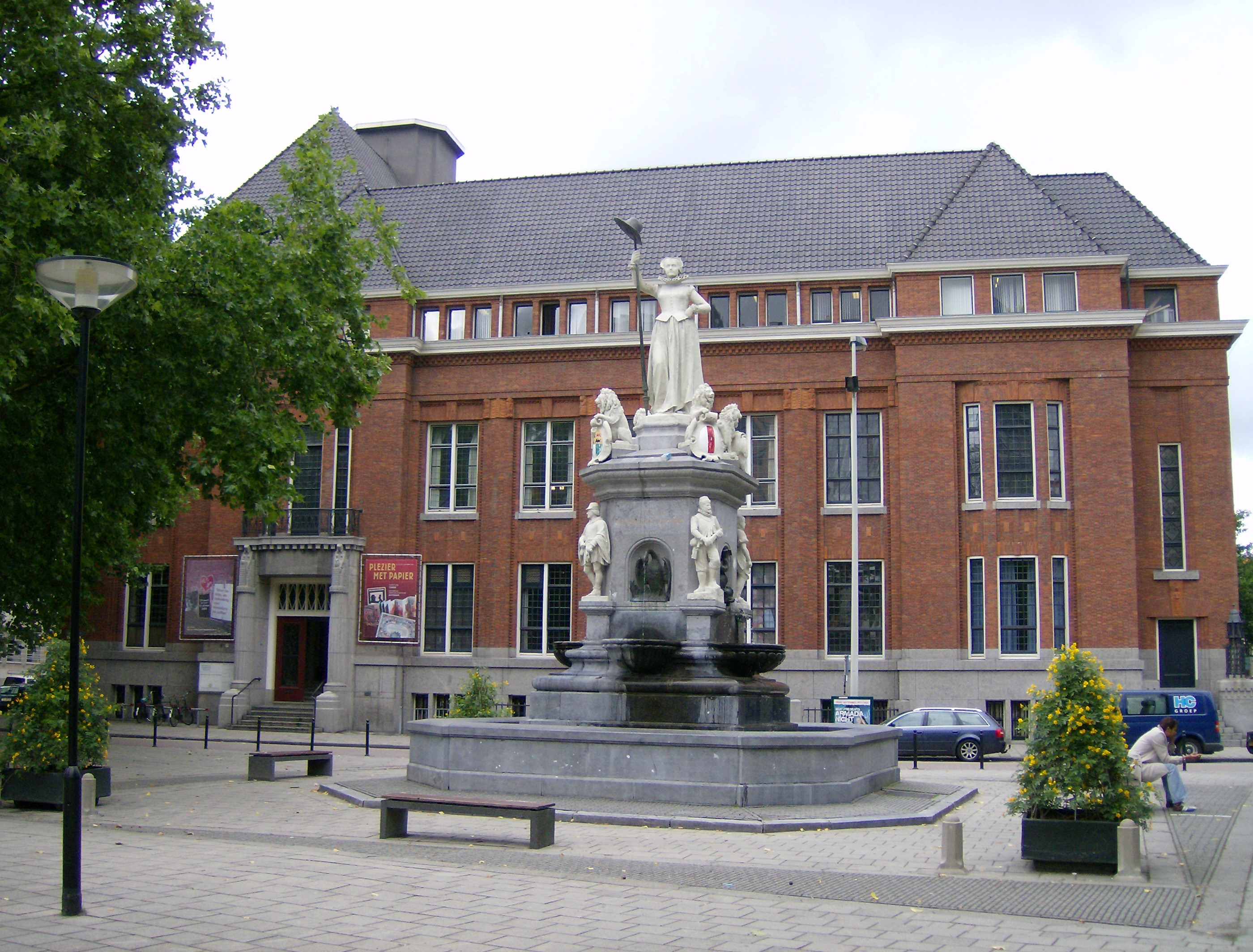
Erasmus University College achter standbeeld De Maagd van Holland aan de Nieuwemarkt, Rotterdam

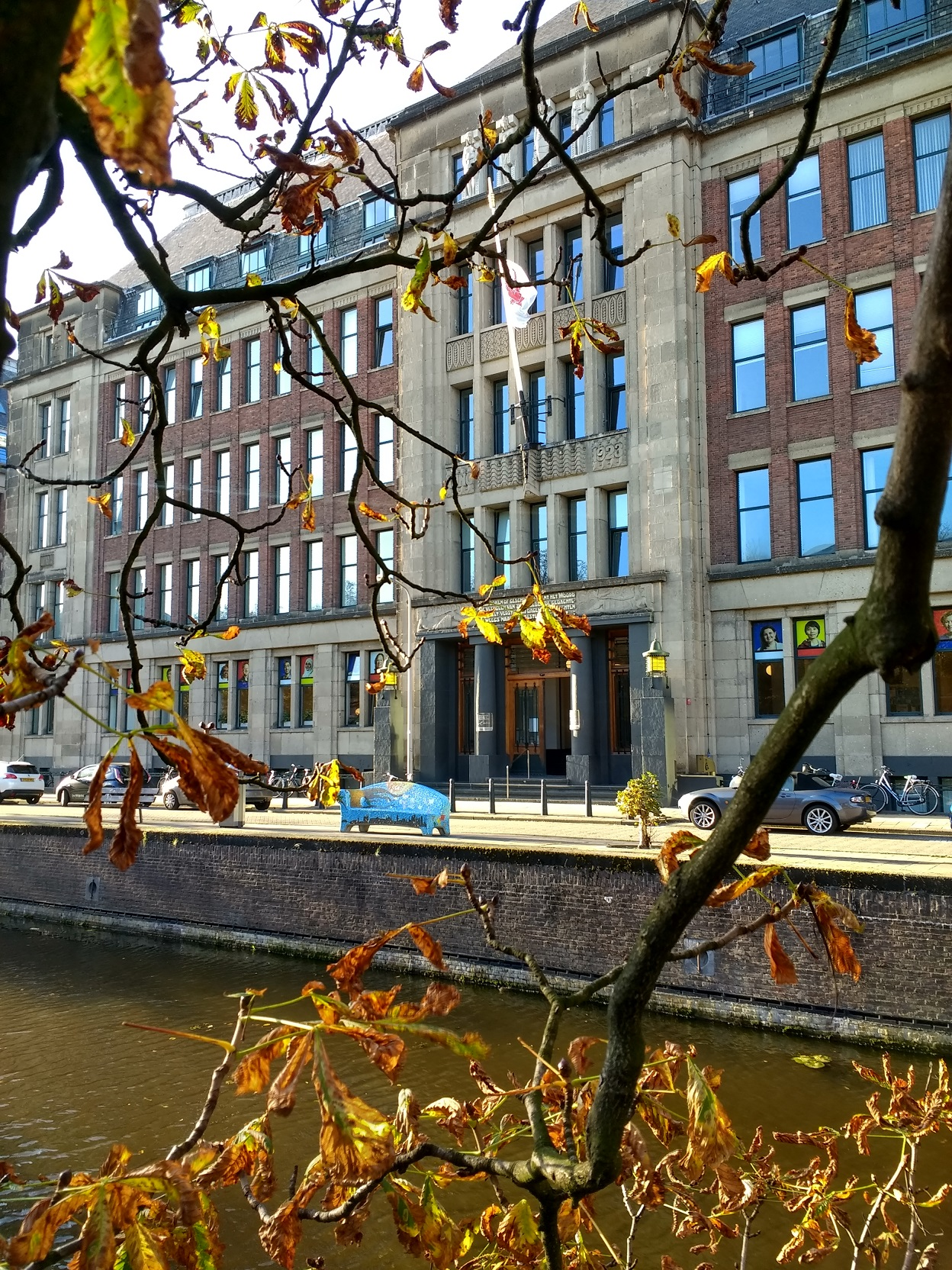
International Institute of Social Studies in Den Haag

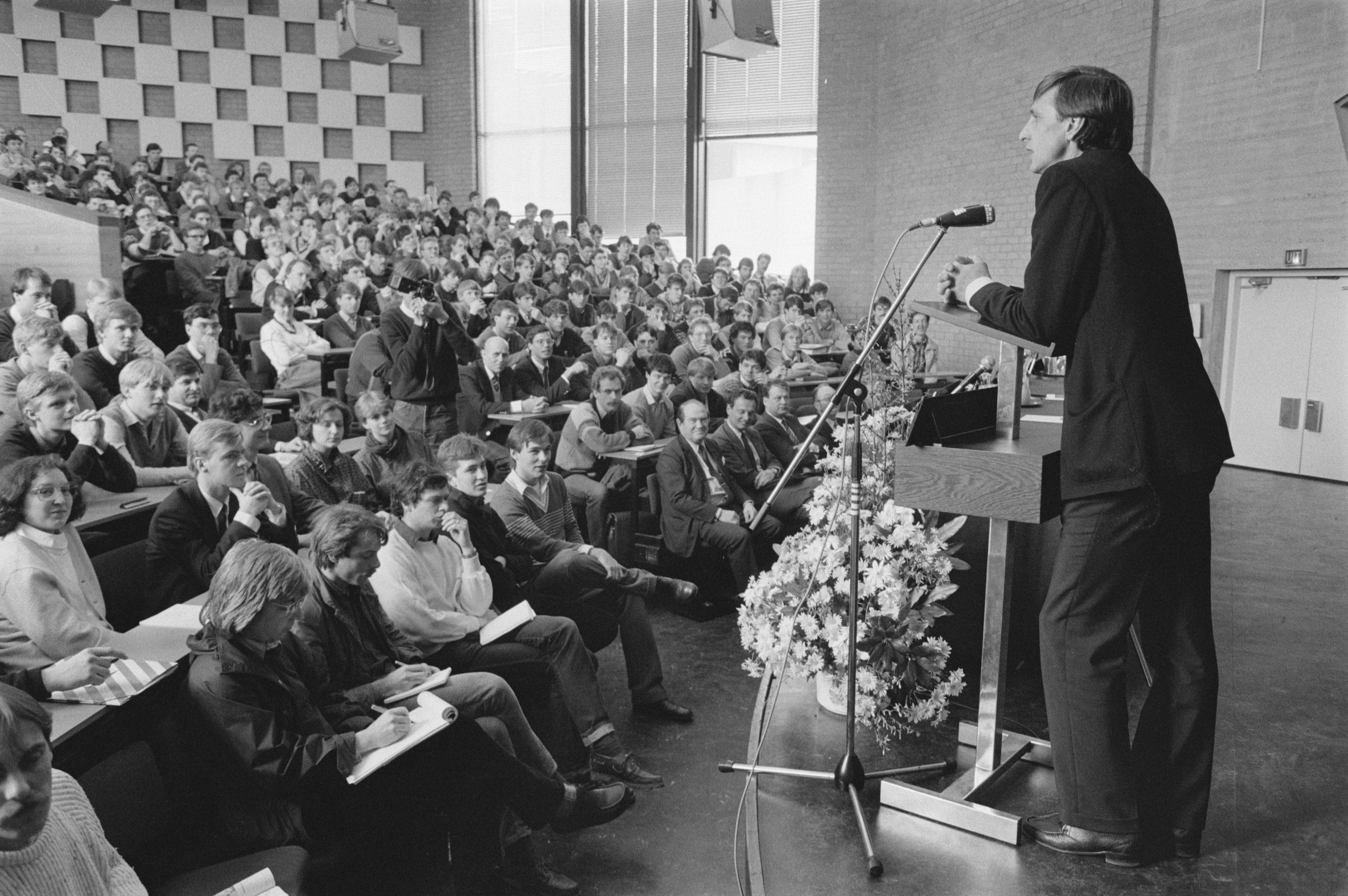
Johan Cruijff geeft gastcollege aan de Erasmus Universiteit (1985)

De universiteit heeft zeven faculteiten en een twee bijzonder instituten en één university college.
Van de 29.477 studenten (peildatum 31 december 2019, inclusief studenten die 2 of meer studies volgen) staan 6.894 studenten ingeschreven bij Rotterdam School of Management, gevolgd door Erasmus School of Economics met 6.450 studenten. ESE wordt gevolgd door de Erasmus School of Law (4.809 studenten). 

### Faculteiten
- Erasmus School of Economics (ESE)
- Erasmus School of Law (ESL)
- Erasmus School of Social and Behavioural Sciences (ESSB)
- Erasmus MC
- Erasmus School of Philosophy (ESPhil)
- Erasmus School of History, Culture and Communication (ESHCC)
- Rotterdam School of Management, Erasmus University (RSM)

### Bijzondere instituten
- International Institute of Social Studies (ISS)
- Erasmus School of Health Policy & Management (ESHPM)
- Erasmus University College (EUC)

### Onderzoeksinstituten en scholen
- Erasmus Centre for Entrepreneurship (ECE)
- Institute for Housing and Urban Development Studies (IHS)
- Netherlands Institute for Health Sciences (NIHES)
- Erasmus Research Institute of Management (ERIM)

Het onderwijs en onderzoek zijn geconcentreerd in expertisegebieden:
- Gezondheid - Faculteit der Geneeskunde en Gezondheidswetenschappen/Erasmus MC en Erasmus School of Health Policy & Management
- Welvaart - Erasmus School of Economics en Rotterdam School of Management, Erasmus University
- Bestuur - Erasmus School of Law en Erasmus School of Social and Behavioural Sciences
- Cultuur - Erasmus School of History, Culture and Communication, Erasmus School of Social and Behavioural Sciences en Erasmus School of Philosophy

## Studentenleven
Het studentenleven speelt zich af bij studie- en studenten(sport)verenigingen in Rotterdam. Zie ook:
- Lijst van studieverenigingen
- Lijst van studentengezelligheidsverenigingen
- Lijst van confessionele studentenverenigingen
- Lijst van studentenmuziekverenigingen
- Lijst van studentensportverenigingen

## Publicaties
- Ambitie en identiteit. Van Nederlandsche Handels-Hoogeschool tot Erasmus Universiteit Rotterdam 1913-2013. Rotterdam, Stad en Bedrijf / Erasmus Universiteit, 2013. ISBN 978-90-819748-5-1 e-pub
- M. Davids & J. van Herwaarden: Erasmus Universiteit Rotterdam, 1973-1993. Rijswijk, Universitaire Pers Rotterdam, 1993. ISBN 90-237-1172-6
- P.W. Klein: De Nederlandse Economische Hogeschool : hogeschool voor maatschappijwetenschappen, 1963-1973. Rotterdam, Universitaire Pers Rotterdam, 1974. ISBN 90-237-2061-X
- J.H. van Stuijvenberg: De Nederlandsche Economische Hoogeschool, 1913-1963. Van handelshoogeschool naar hogeschool voor maatschappijwetenschappen. Rotterdam, Nijgh & Van Ditmar, 1963.
- Timo Bolt en Mart van Lieburg: Erasmus MC. 50 jaar academische gezondheidszorg in Rotterdam. Utrecht, Uitgeverij Matrijs, 2016. ISBN 978-90-5345-515-9
- Ursul Schaap, Rogier Scheltes: Als juristen twisten, de wording van de Rotterdamse faculteit der rechtsgeleerdheid (1963-1988) Gouda Quint, 1988  ISBN 90-600-0596-1